# Монтуемхет
Монтуемхет (*бл. 700 до н. е. ст. до н. е. — бл. 650 до н. е.) — давньоєгипетський державний діяч XIX династії, намісник Фів та Четвертий жрець Амона за володарювання фараонів Тахарки та Псамметіха I.

## Життєпис
Походив зі знатного фіванського жрецтва. Син Несптаха I, Третього жреця Амона, та Істемхеб III. За часів фараона Шабатаки Несптах I обіймав посаду губернатора Фів.
За часів фараона Тахарки стає Четвертим жрецем Амона. Потім після смерті стриєчного брата Реммакхеру призначається на посаду губернатора Фів. В результаті у Фівах затвердилася династія губернаторів Фів.
У 671 році до н. е. після поразки Тахарки від військ ассирійського царя Асархаддона, став одним з організаторів оборони Верхнього Єгипту. Ймовірно у Фіваз знайшов притулок Тахарка. У 667 році до н. е. після поразки Тахарки від військ нового ассирійського царя Ашшурбаніпала, війська останнього підійшли до Фів. Монтуемхет вимушений був визнати влади Ассирії та сплатити данину Ашшурбаніпалу. Натомість зберіг за собою посаду губернатора Фів. Ассирійський цар навіть у своїх написах називав Монтуемхета царем Фів. В цей час фактична влада Монтуемхета поширилася на Верхній Єгипет.
Втім у 666 році до н. е. перейшов на бік кушанського царя Танутамона, який зумів захопити практично весь Єгипет. У 663 році до н. е. після поразки Танутамона від Псамметіха I (отримав підтримку від Ассирії) втік до Фів, де його знову прихистив Монтуемхет. Але невдовзі Танутамон втік до Куша. Фіви перейшли до ассирійців і були жорстоко розграбовані. Срібло, золото, коштовне каміння, майно палацу, два литих обеліска з електрума (сплав золота і срібла) вагою 2500 талантів захоплено ворогом. Монтуемхет знову визнав, проте вимушений був розділити владу з «Дружиною бога» Амона Шепенупет II.
У 656 році визнав владу правителя Нижнього Єгипту Псамметіха I. У 654 році до н. е. Монтуемхет став свідком під час церемонії вдочерення Дружиною бога Амона Шепенупет II доньки фараона — Нітокріс. Монтуемхет багато зробила задля відновлення Фів та Карнакського храму.
Проте Монтуемхет уже не зміг передати своєї влади в Фівах синам. На ньому завершилася династія фіванських губернаторів. Помер близько 650 року до н. е. Поховано у гробниці TT34 некрополя Ель-Ассасіф.

## Родина
1. Дружина — Несхонсу
Діти:
- Несптах II

2. Дружина — Шепенмут
Діти:
- Несптах III

3. Дружина — Уаджеренес, онука фараона Піанхі
Діти:
- Пашеренмут